# اسوایلر
اسوایلر (به آلمانی: Eßweiler) یک شهر در آلمان است که در Lauterecken-Wolfstein واقع شده‌است. اسوایلر ۴۴۵ نفر جمعیت دارد.